# Novo Selo (Mavrovo i Rostuše)
Pour les articles homonymes, voir Novo Selo.
Novo Selo (en macédonien Ново Село) est un village de l'ouest de la Macédoine du Nord, situé dans la municipalité de Mavrovo et Rostoucha. Le village comptait 33 habitants en 2002.

## Démographie
Lors du recensement de 2002, le village comptait :
- Macédoniens : 33